# Roy Marsden
Roy Marsden (Stepney, Londen, 25 juni 1941) is een Brits acteur.
Marsden bezocht de Royal Academy of Dramatic Art (RADA). Begin jaren zestig werkte hij bij de Royal Shakespeare Company, waar hij in stukken van Anton Tsjechov en Henrik Ibsen speelde.
Hij trad ook op als Crispen in The Friends (1970), als Servilius Casca en Lucilius in Julius Caesar (1972), als Paul Schippel in Schippel (1974) en als Heinrich Krey in The Plumber's Progress (1975). Als Long John Silver speelde hij in Treasure Island en als Henry Higgins in Pygmalion.
Marsden is het bekendst als Adam Dalgliesh in de televisieserie gebaseerd op de boeken van P.D. James.

## Afleveringen van de serie Adam Dalgliesh
- Death of an Expert Witness (1983)
- Shroud for a Nightingale (1984)
- Cover Her Face (1985)
- The Black Tower (1985)
- A Taste for Death (1988)
- Devices and Desires (1991)
- Unnatural Causes (1993)
- A Mind to Murder (1995)
- Original Sin (1997)
- A Certain Justice (1998)

Later werd de rol van Adam Dalgliesh overgenomen door Martin Shaw.

## Andere rollen voor televisie
Marsden speelde in 20 afleveringen van de Cold War-spionageserie The Sandbaggers. In 1982 volgde Airline en in 1987 speelde hij in Goodbye Mr. Chips.
Marsden speelde gastrollen in The New Avengers, Space: 1999, Only Fools and Horses, Little Problems en Tales of the Unexpected.
In 2007 presenteerde hij een negen delen tellende serie Roy Marsden's Casebook. Hij trad ook op in Alas Smith and Jones en in de serie van Doctor Who als Mr. Stoker. In 2008 had hij een rol in The Palace.
- Biblioteca Nacional de España: XX4677866
- Bibliothèque nationale de France: cb14631565k (data)
- International Standard Name Identifier: 0000 0001 1560 274X
- Library of Congress Control Number: no97076005
- Nederlandse Thesaurus van Auteursnamen: 072533749
- Virtual International Authority File: 12561131
- WorldCat: E39PBJghmQ9YxcvQwDHVp6MQMP